# Paralbunea dayriti
Paralbunea dayriti is een tienpotigensoort uit de familie van de Albuneidae. De wetenschappelijke naam van de soort is voor het eerst geldig gepubliceerd in 1965 door Serène & Umali.